# Snuff (film)
Snuff is een low budget film uit het splatter genre uit 1975. Oorspronkelijke getiteld 'Slaughter' volgt de film een groep Satanistiche motorrijders en hun moordzuchtige avonturen. 
De film is losjes gebaseerd op de Tate/La Bianca moorden van de sekte van Charles Manson. Porno-producent Allan Shackleton verwierf de rechten van de film nadat hij een artikel had gelezen over commercieel geproduceerde 'moordporno' en een zakelijke kans rook. In een dag liet hij een extra scene opnemen waarin het lijkt alsof de crew van de film daadwerkelijk een van de acteurs doodmartelt. Vervolgens promootte hij de film alsof de moord écht was. De tagline was: 'Welcome to South America, where life is cheap'. Ook huurde hij figuranten in om te 'protesteren' bij bioscopen die de film lieten zien. Hoewel de pers vrij snel vaststelde dat de film nep was groeiden de protesten toen ook echte betogers  mee gingen doen. In de pers hield Shackleton zich altijd op de vlakte. 'Als het echt is zou ik gek zijn om het te zeggen, als het niet echt is ook!'.  Hoewel het met de ogen van nu makkelijk is te zien dat de getoonde beelden kunstige special effects zijn is dit de film die het (fictieve) genre van de 'Snuff' film haar naam gaf. 